# Hemidactylus lopezjuradoi
Hemidactylus lopezjuradoi là một loài thằn lằn trong họ Gekkonidae. Loài này được Arnold, Vasconcelos, Harris, Mateo & Carranza mô tả khoa học đầu tiên năm 2008.